# Anja Naumann
Anja Naumann (* 1968 in Marienberg) ist eine deutsche Verwaltungsjuristin. Sie war von 2013 bis 2016 Staatssekretärin im Ministerium für Arbeit und Soziales des Landes Sachsen-Anhalt.

## Leben
Naumann nahm 1989 ein Studium der Rechtswissenschaft an der Martin-Luther-Universität Halle-Wittenberg auf, das sie 1993 mit dem Ersten Juristischen Staatsexamen abschloss. Nach ihrer Referendarzeit legte sie 1996 das Zweite Juristische Staatsexamen ab. Von 1996 bis 2001 war sie als wissenschaftliche Mitarbeiterin an der Juristischen Fakultät der Martin-Luther-Universität Halle-Wittenberg tätig.
Naumann ist seit 2001 Mitglied der SPD. Sie war von 2001 bis 2003 Referentin der SPD-Fraktion im Landtag von Sachsen-Anhalt, von 2003 bis 2006 Persönliche Referentin der Kirchenamtspräsidentin und Personalleiterin der Evangelischen Kirche der Kirchenprovinz Sachsen, Evangelische Kirche in Mitteldeutschland. Von 2006 bis 2016 war sie Geschäftsführerin der gemeinsamen Fraktion aus SPD, Tierschutzpartei und future! im Magdeburger Stadtrat. Von 2012 bis 2013 war sie in der Finanzverwaltung des Landes Sachsen-Anhalt im Finanzamt Haldensleben tätig.
Am 1. Oktober 2013 wurde sie zur Staatssekretärin im Ministerium für Arbeit und Soziales des Landes Sachsen-Anhalt ernannt. Ende April 2016 wurde sie im Zuge der Umbildung der Landesregierung in den einstweiligen Ruhestand versetzt.
Anja Naumann ist verheiratet und hat drei Kinder.